# 「人間の証明」オリジナル・サウンドトラック
『「人間の証明」オリジナル・サウンドトラック』は、1977年に公開された、角川映画第二弾『人間の証明』のサウンドトラックである。

## 解説
前作の角川映画『犬神家の一族』に引き続き、音楽を大野雄二が担当した。
前作の『犬神家の一族』は日本映画の通常の音楽制作費の3倍予算を組み、映画音楽（すべてインストゥルメンタル）としてはレコードも売れたほうだったがヒットとは言えなかった。金子由香利が歌ったシングルレコードも発売されたが、これは主題曲で映画そのものには使われず、コマーシャルでも流れなかったため、ほとんど話題にもならなかった。そのため本作では主題歌が導入される。主題歌を歌ったジョー山中は当時、世間一般での知名度が低かったため、主題歌を歌う山中と松田優作をスターにすべく、角川春樹は動いた。
音楽を任された大野雄二は、「アメリカ映画みたいにわかりやすいメロディーがあって、映画を見終わった後に、その主題歌をちゃんと覚えているようなものにしたかった」と語っている。
『犬神家の一族』では、サウンドトラック用音源を先に作って、映画の中の尺に合わせて別に録音したが、今作も同様にアルバム音源とは別に2回録音したが、アルバム音源でも監督からOKが出た。
「映像がすべて出来上がってからも、それに合わせて新たに収録する音楽もあったから、音源さえ見つかれば、マニアックな人のために、サントラだけのアルバムもできるかもしれない」「角川さんは音楽を大事にしてくれた。通常は他のことにお金を使って、残りのお金で音楽は作られている。音楽にもお金をかけなければいい作品はできないと角川さんはわかっていたと思う」
本主題歌の累計売上はミリオンセラーに達した。本映画とはスタッフ・スポンサー共に異なる、2001年にテレビ東京で放送されたテレビドラマ『人間の証明2001』でも制作側の意向により本主題歌が使用された。

### エピソード
ジョー山中は、本レコードの発売日に大麻取締法違反で逮捕されたため、発売された当時「人間の証明のテーマ」をテレビで歌うことはできなかった。原作者の森村誠一はラジオに出ると、この曲をかけてくれとリクエストしたが、それはできませんと断られた。「人間の証明のテーマ」はヒットしているにもかかわらず、ラジオでもテレビでもコマーシャル以外は流れなくなっていた。つまりはレコードを買う以外聴けなくなり、そのためますますレコードが売れた。
日本アカデミー賞が始まった年で、本作もノミネートされていたが、受賞できなかったのはこれが影響していると大野雄二は語っている。

## 1977年・オリジナル版

### 収録曲
SIDE A
1. OPENNING  –  我が心の故郷へ  –  (2:06)
2. A KEY TO THE MYSTERY  –  謎のキーワード  –  (3:27)
3. HAPPY FEELING  –  ハッピー・フィーリング  –  (1:57)
4. BALLADE OF LAMENT  –  運命のバラード  –  (4:16)
5. CAR CHASE  –  死の追跡  –  (2:27)
6. COFFEE HOUSE AT DAWN  –  夜明けのコーヒー・ショップ  –  (5:05)

SIDE B
1. GET UP ALL THE PEOPLE  –  黒のファンタジー  –  (2:13)
  - 歌：ロリータ・ヤーヤ（Tan Tan）、コーラス：伊集コーラス、ココナツグローブ
2. FANTASIA  –  翔炎  –  (3:02)
3. REMINISCENCES OF KIRIZUMI  –  霧積の想い出  –  (2:42)
4. SCORCH TO KIRIZUMI  –  悲しみの霧積へ  –  (3:04)
5. THE MAIN THEME FROM "PROOF OF THE MAN"  –  「人間の証明」のテーマ  –  (4:16)
  - 歌：ジョー山中
6. THE WAY TO THE SPA OF KIRIZUMI  –  霧積温泉への道  –  (1:38)
7. INSTRUMENTAL THEME FROM "PROOF OF THE MAN"  –  「フィナーレ」 —  ケン・シュフタンの死  –  (4:58)

## レコーディング・メンバー

### ミュージシャン
- ドラム：市原康
- ベース・ギター：高水健司、岡沢章
- エレキ・アコースティックギター：松木恒秀
- エレキギター：杉本喜代志
- ハモンドオルガン：羽田健太郎
- 電子ピアノ、ベーゼンドルファーピアノ、アープシンセサイザー：大野雄二
- パーカッション：穴井忠臣
- コンサートマスター：三戸恭雄
- チェロ：野瀬正彦
- ハープ：入江愛子
- トランペット：伏見哲夫、羽鳥幸次、数原晋
- トロンボーン：新井英治
- ソプラノ＆アルトサックス：村岡健
- アルト＆テナーサックス：ジェイク・H・コンセプション
- バリトンサックス：砂原俊三
- フルート：衛藤幸雄、相馬充、篠原猛
- オーボエ：石橋雅一
- ビブラフォン：金山功

### スタッフ
- ゼネラルプロデューサー：角川春樹
- プロデューサー：大野雄二、折田育造
- アシスタント：鈴木清司、梶原和男、伊藤成一
- ミキサー：伊豫部富治
- レコーディング スタジオ：サウンド・シティ・スタジオ、モウリ・スタジオ
- デザイン キャップ：赤坂啓史、市川明
- イメージフォト：高梨豊

## 2023年・4Kデジタル修復 Ultra HD Blu-ray（DAXA-5918-3）封入版CD
映画本編のUltra HD Blu-ray化にあたり倉庫を調査する過程において、発掘された劇伴音源を初CD化。
4chステレオ・サウンド用に制作されたQuad Mix Master（4chマスター）よりステレオ・ダウンミックスして収録。過去にリリースされたサウンドトラックとは別音源。別編集・未収録楽曲も多数収録。
ボーカルは一切入っていない。

### 収録曲
1. 角川マーク  –  (0:32)
2. ジョニー・ヘイワード～ハッピー・フィリーング（Movie ver.）  –  (2:14)
3. タイトルバック 我が心の故郷へ（Movie ver.）  –  (1:10)
4. KYOKO YASUGI・黒のファンタジーA／B  –  (3:40)
5. 事件発生／捜査～ストローハット  –  (2:42)
6. 衝撃／モーニングショウ／目撃者の証言  –  (1:41)
7. クラブ順子  –  (2:18)
8. 忌まわしき記憶／ニューヨークの刑事／ジョニーの行先はキスミー  –  (2:37)
9. ニューヨークの景観Ⅰ／N.Y.市警の報告～忌まわしき記憶  –  (2:12)
10. 運命のバラード（Movie ver.）Ⅰ  –  (2:33)
11. ケネディ空港  –  (0:37)
12. 運命の再会・謎のキーワード（Movie ver.）～忌まわしき記憶／西條八十の詩  –  (1:51)
13. 霧積温泉への道（Movie ver.）／霧積での捜査（運命のバラード（Movie ver.）Ⅱ）／霧積の想い出（Movie ver.）  –  (1:35)
14. KYOKO YASUGI・翔炎A／B（Movie ver.）／C  –  (3:42)
15. ニューヨークの景観Ⅱ～N.Y.市警27分署  –  (0:53)
16. 二人の刑事・刺青／飾られた写真／深夜の尾行  –  (2:25)
17. 夜明けのコーヒー・ショップ（Movie ver.）  –  (4:06)
18. ウィルシャー・ヘイワードを追って／人間の証明のテーマ（Inst.）Ⅰ  –  (2:10)
19. 死の追跡（Movie ver.）  –  (4:22)
20. 恭平の死～海岸／運命のバラード（Movie ver.）Ⅲ  –  (0:59)
21. 湧き上がる怒り  –  (1:38)
22. 動揺／私の麦わら帽子・人間の証明のテーマ（Inst.）Ⅱ  –  (1:59)
23. 追想と告白～人間の証明のテーマ（Inst.）Ⅲ  –  (2:36)
24. 悲しみの霧積へ（Movie ver.）～運命のバラード（Movie ver.）Ⅳ  –  (1:45)
25. 哀惜のバラード／「フィナーレ」－ケン・シュフタンの死－（Movie ver.）  –  (3:07)

## 発売履歴
| 発売日         | レーベル                                  | 規格   | 規格品番    | 備考                                           |
| -------------- | ----------------------------------------- | ------ | ----------- | ---------------------------------------------- |
| 1977年9月25日  | アトランティック / ワーナー・パイオニア   | LP     | K-10004A    |                                                |
| 1977年9月25日  | アトランティック / ワーナー・パイオニア   | CT     | VSF1039A    |                                                |
| 1998年5月25日  | ダブリューイーエー・ジャパン              | CD     | CPC8-3002   | ジャケットのデザインがオリジナルとは異なる。   |
| 2015年10月21日 | ブリッジ / ワーナーミュージック・ジャパン | SHM-CD | EGDS-71     | 2015年デジタルリマスター版、紙ジャケット仕様。 |
| 2024年3月22日  | KADOKAWA                                  | CD     | DAXA-5918-3 |                                                |